# Necalphus
Necalphus – rodzaj chrząszczy z rodziny kózkowatych. 

## Zasięg występowania
Przedstawiciele tego rodzaju występują w Ameryce Płd. od Kolumbii na płn. po Brazylię na płd.

## Systematyka
Do Necalphus zaliczane są 2 gatunki:
- Necalphus asellus
- Necalphus decoratus